# يوتنا
يوتنا (بالسويدية: Götene)هي بلدة سويدية ومركز بلدية تحمل الاسم نفسه في مقاطعة فاسترا غوتلاند في السويد. بلغ عدد السكان  4,933 نسمة في عام 2010.

## أعلام
- ياسبير ارفيدسون
- أرن سيلموسون
- إريك يوهانسون
- ستيغ كارلسون